# サラ・シーヴォン

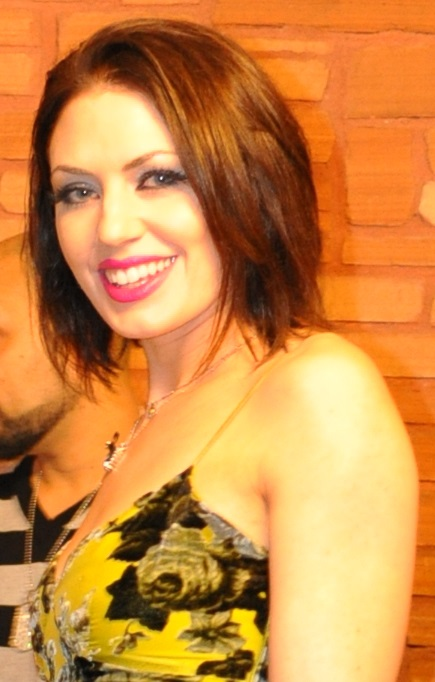
サラ・シーヴォン

サラ・シーヴォン（Sarah Shevon、 1984年7月10日 - ）は、アメリカ合衆国のポルノ女優。カリフォルニア州出身。身長173cm。

## 経歴
出生名はサラ・ブーハー（Sarah Booher）。カリフォルニア州グラスバレーに生まれる。ヒッピーであった両親はサラが7歳の時に離婚した。2009年3月にKink.comからポルノデビュー。2010年7月からロサンゼルスに移りマーク・シュピーグラーと契約、複数のスタジオにて数多くの作品に出演している。